# Hugo von Hofmannsthal
Hugo von Hofmannsthal, né le 1er février 1874 à Vienne et mort le 15 juillet 1929 à Rodaun (en) (Autriche), est un écrivain autrichien, poète, essayiste, dramaturge et librettiste. Il est considéré comme l'un des plus importants représentants du « modernisme viennois » (Die Wiener Moderne) et fait partie du mouvement littéraire et artistique Jeune Vienne.
Il est cofondateur du Festival de Salzbourg.

## Biographie
Hugo Laurenz August Hofmann von Hofmannsthal est issu d’une famille noble, d’origine partiellement juive du côté paternel, dont la fortune a été fortement réduite dans la Grande Dépression à la suite de la crise bancaire de 1873. Il publie ses premiers poèmes à l’âge de seize ans sous le pseudonyme de « Loris ». Cette précocité littéraire, ainsi que son abandon ultérieur de la forme poétique, le font comparer à Arthur Rimbaud. Il fréquente le groupe Jeune Vienne.
Hofmannsthal rencontre le poète allemand Stefan George à dix-sept ans au Café Griensteidl (ils se brouillent dès 1902, et définitivement en 1906) et voit ses poèmes paraître dans les Blätter für die Kunst (les Feuilles pour l'Art), revue littéraire que George dirige et dont il souhaite faire l'instrument d'une renaissance de la poésie allemande.
Durant l'été 1892, il voyage en Provence avec son précepteur Gabriel Dubray.
À la rentrée 1892, il commence des études de droit, tout en publiant la même année un drame lyrique Der Tod des Tizian (La Mort du Titien) et un an plus tard Der Tor und der Tod (Le Fou et la Mort).
En 1894, ce « jeune aristocrate mondain » voyage en Suisse et en Italie du Nord, écrit dans journaux et revues.
En 1895, il s'oriente vers des études en langues romanes à l'Université de Vienne.
Il présente un mémoire sur la langue des écrivains de La Pléïade.
À sa sortie de l'université en 1901, Hofmannsthal renonce à soutenir une thèse (pourtant écrite) sur Victor Hugo et choisit de poursuivre sa carrière littéraire déjà bien entamée.
Sous l'influence des nouvelles techniques de psycho-analyse de Freud et des écrits de Nietzsche, il va désormais se concentrer sur des thèmes antiques, élisabéthains ou de la tradition catholique. Sa nouvelle La Lettre de Lord Chandos (1902) peut être vue comme un écrit précurseur de la littérature existentialiste, et ce bien avant La Nausée de Sartre.
Hofmannsthal rencontre en 1906 le compositeur Richard Strauss avec lequel il va collaborer pour écrire plusieurs livrets d'opéra. Strauss demande à Hofmannsthal la permission de mettre en musique Elektra en 1909, au départ tragédie autonome. Hofmannsthal écrit le livret de Der Rosenkavalier (Le Chevalier à la rose) en 1911 qui remporte un immense succès et marque le début d'une fructueuse collaboration. Suivent en effet Ariane à Naxos en 1912, Die Frau ohne Schatten (La Femme sans ombre) en 1919, Hélène d'Égypte en 1927 et enfin Arabella en 1929.
En 1912, il adapte Everyman une pièce anglaise du XVe siècle, sous le titre Jedermann (Chaque homme). Avec l'aide de Max Reinhardt, Hofmannsthal fonde en 1920 le désormais célèbre Festival de Salzbourg. Il y fait jouer régulièrement Jedermann et d'autres pièces comme Le Grand Théâtre du monde de Salzbourg. Jedermann est joué depuis chaque année à Salzbourg pendant le Festival ainsi que, de nos jours, dans de nombreuses villes d'Autriche et d'Allemagne, sur des parvis d'églises ou de cathédrales, notamment à Berlin.
Hofmannsthal meurt dans sa résidence de Rodaun (de), dans la proche banlieue de Vienne, le 15 juillet 1929, terrassé par une attaque au moment où il allait prendre la tête du cortège funèbre de son fils cadet, Franz, qui s'était suicidé deux jours auparavant au premier étage de la maison familiale, sans un mot d'explication.

## Œuvres
Hugo von Hofmannsthal est l'auteur d'une œuvre importante dans les domaines de la poésie (poèmes, drames lyriques, contes), de la prose (essais), du théâtre, de l'opéra (en tant que librettiste).
Poésie et prose:
- Avant le jour (choix de poèmes), traduits de l'allemand et présentés par Jean-Yves Masson, éd. bilingue, Éditions de la Différence, coll. « Orphée », Paris, 1990, 192 p.  (ISBN 978-2-7291-0509-9)
- Le Lien d'ombre (poèmes complets), traduits de l'allemand et présenté par Jean-Yves Masson, éd. bilingue, Verdier Poche, 2006
- Hugo von Hofmannsthal, Poèmes choisis : Traduction métrée et rimée par Claude Neuman, avec le texte original en regard, suivie d’une version en anglais. éd. Ressouvenances, 2025
- Œuvres en prose (choix), préface de Jean-Yves Masson, traductions et notices de Jean-Louis Bandet, Pierre Cimaz, Audrey Giboux, E. Hermann, Yves Iehl, Jean-Yves Masson, Edouard Sans, Paris, Le Livre de Poche, coll. « La pochothèque », 2010.
- Andréas, roman (roman inachevé, titre original : Andreas oder Die Vereinigten (de), 1907-1927), trad. de l'allemand par Eugène Badoux, fragments traduits par Jacques Le Rider, présentation et notes de Jacques Le Rider, Gallimard, coll. « Folio Bilingue », 1994
- Une lettre de Lord Chandos, ou Lettre de Lord Chandos à Francis Bacon (titre original : Ein Brief, 1902)[4],[5],[6], plusieurs traductions françaises :
  - par E.H. in Hofmannsthal, Écrits en prose, préface de Charles Du Bos, Paris, éd. de la Pléiade (André Schiffrin), 1927
  - par Jean-Claude Schneider, in Lettres du voyageur à son retour (de) précédé de Lettre de Lord Chandos, Paris, Mercure de France, 1969 (traduction reprise d'abord dans Lettre de Lord Chandos et autres essais, trad. J.-C. Schneider et A. Kohn, Paris, Gallimard, 1980 puis dans le volume Lettre de Lord Chandos et autres textes sur la poésie [reprise de textes du volume de 1980], préface de J.-C. Schneider, Gallimard, coll. « Poésie/Gallimard », 1992)
  - par Pierre Deshusses : Lettre de Lord Chandos, préface de Claudio Magris, Rivages Poche, 2000
  - par Yves Iehl, in Œuvres en prose, Paris, Le Livre de Poche, coll. « La Pochothèque », 2010
- Le Livre des amis, 1922, traduit de l'allemand et présenté par Jean-Yves Masson, éd. revue, Éd. de la Coopérative, 2015 (1re éd. Maren Sell, 1990, épuisé)
- La Femme sans ombre (conte) (de), traduit de l'allemand et présenté par Jean-Yves Masson, Éd. Verdier, 1992 ; rééd. Le Livre de poche classique, 1999
- Les Mots ne sont pas de ce monde, correspondance avec Edgar Karg von Bebenburg, traduite de l'allemand par Pierre Deshusses, Rivages Poches, 2005[7]
- Sebastien Melmoth Der Tag, sur Oscar Wilde 9 mars 1905
- Das Salzburger große Welttheater, adaptation de El gran theatro del mundo (Le Grand Théâtre du monde) de Calderón 1922

Pièces de théâtre en un acte (et ballets) :
- La Mort de Titien (de), 1892 (Der Tod des Titian)
- Le Fou et la Mort (de), 1893 (Der Tor und der Tod)
- Le Petit Théâtre du monde, 1897 (Das kleine Welttheater)
- La Légende de Joseph (Hofmannstahl), 1914 (Josephs Legende)

Pièces de théâtre et livrets d'opéra :
- La Mine de Falun (de), 1899 (Das Bergwerke)
- L'Aventurier et la chanteuse, 1899 (Der Abenteurer und die Sängerin)
- Elektra, 1903 (d'après Sophocle, mise en musique sous une forme légèrement abrégée par Richard Strauss : op. 58, 1908).
- Ödipus und die Sphinx (de), 1906
- Le voyage de retour de Kristina) (de), 1910
- Le Chevalier à la rose, "comédie pour musique" en 3 actes, opéra de Richard Strauss créé à Dresde en 1911 (op.. 59).
- Jedermann, 1911 (d'après l'Everyman anglais), sous-titré Le Mystère de la mort de l'Homme riche (Das Spiel vom Sterben des reichen Mannes). Nombreuses traductions françaises, notamment par : Alex Bodenheimer et René Philippon, Paris, éd. Corrêa, 1932 ; Julien Reinach (sous le titre : Quelqu'un) Paris, éd. de Cluny, 1939 ; Charly Clerc, Neuchâtel, Delachaux et Niestlé, 1944 ; Paul Pasquier, Paris, éd. des Portes de France, 1947 ; Jacqueline Verdeaux, in Le Chevalier à la rose et autres pièces, Paris, Gallimard, coll. " Du Monde Entier", 1979 ; Daniel Hurstel, Lagrasse, Éd. Verdier, coll. Verdier Poche, 2010.
- Dame Kobold (de), 1918-1920, d'après La Dame fantôme (La Dama duenda, 1629, Pedro Calderón de la Barca, sur un scénario perdu de Tirso de Molina)
- L'Homme difficile (de), comédie (Der Schwierige, 1921) traduite de l'allemand par Jean-Yves Masson, éd. Verdier, 1992, 2e éd. révisée 1996.
- L’Incorruptible, comédie (Der Unbestechliche, 1922-1923), traduite de l'allemand par Jean-Yves Masson; L'Arche Éditeur, 1997.
- La Tour (Hofmannstahl) (de), 1918-1927, d'après La vie est un songe (1635, Pedro Calderón de la Barca)
- Hélène d'Égypte, 1928, d'après Hélène (-412, Euripide)
- Arabella, 1927-1933

#### Bases de données et dictionnaires
- Ressources relatives à la musique :   - International Music Score Library Project
  - Bayerisches Musiker-Lexikon Online
  - Carnegie Hall
  - Discogs
  - Grove Music Online
  - MusicBrainz
  - Muziekweb
  - Répertoire international des sources musicales
- Ressources relatives au spectacle :   - Archives suisses des arts de la scène
  - Les Archives du spectacle
  - Internet Broadway Database
  - Kunstenpunt
- Ressources relatives aux beaux-arts :   - AGORHA
  - British Museum
  - Cooper–Hewitt, Smithsonian Design Museum
  - Tate
- Ressources relatives à la littérature :   - Internet Speculative Fiction Database
  - NooSFere
  - Poetry Foundation
- Ressources relatives à l'audiovisuel :   - Filmportal
  - IMDb
- Ressource relative à la vie publique :   - Documents diplomatiques suisses 1848-1975
- Notices dans des dictionnaires ou encyclopédies généralistes :   - Britannica
  - Brockhaus
  - Den Store Danske Encyklopædi
  - Deutsche Biographie
  - Enciclopedia italiana
  - Enciclopedia De Agostini
  - Gran Enciclopèdia Catalana
  - Hrvatska Enciklopedija
  - Internetowa encyklopedia PWN
  - Nationalencyklopedin
  - Österreichisches Biographisches Lexikon 1815–1950
  - Proleksis enciklopedija
  - Store norske leksikon
  - Treccani
  - Universalis
  - Visuotinė lietuvių enciklopedija
- Notices d'autorité :   - VIAF
  - ISNI
  - BnF (données)
  - IdRef
  - LCCN
  - GND
  - Italie
  - Japon
  - CiNii
  - Espagne
  - Belgique
  - Pays-Bas
  - Pologne
  - Israël
  - NUKAT
  - Catalogne
  - Suède
  - Vatican